# Oligodon venustus
Oligodon venustus är en ormart som beskrevs av Jerdon 1853. Oligodon venustus ingår i släktet Oligodon och familjen snokar. Inga underarter finns listade i Catalogue of Life.
Denna orm förekommer i sydvästra Indien. Arten lever i bergstrakten Västra Ghats mellan 1200 och 2400 meter över havet. De flesta fynd är från gräsmarker, trädgårdar och odlingsmark. Oligodon venustus har gnagare, ödlor och småfåglar som byten. Den gömmer sig ofta i bergssprickor. Honor lägger antagligen ägg.
För beståndet är inga hot kända. IUCN listar arten som livskraftig (LC).